# Decauville-Bahn Saint-Laurent-du-Maroni
| Von Decauville gelieferte Tubize-Lok der Bauart Mallet am Hafen von Saint-Laurent                                                           |                     |                         |                         |
| Streckenlänge: | 18 km               |                         |                         |
| Spurweite: | 600 mm (Schmalspur) |                         |                         |
| |                     |                         |                         |
| \| \| 0 \| Saint-Jean-du-Maroni \| Saint-Jean-du-Maroni \| \| \| \| \| \| \| \| 18 \| Saint-Laurent-du-Maroni \| Saint-Laurent-du-Maroni \| |                     |                         |                         |
| Kopfbahnhof Streckenanfang (Strecke außer Betrieb)                                                                                          | 0                   | Saint-Jean-du-Maroni    | Saint-Jean-du-Maroni    |
| Strecke (außer Betrieb) |                     |                         |                         |
| Kopfbahnhof Streckenende (Strecke außer Betrieb)                                                                                            | 18                  | Saint-Laurent-du-Maroni | Saint-Laurent-du-Maroni |

Die Decauville-Bahn Saint-Laurent-du-Maroni verband das Strafgefangenenlager in Saint-Jean-du-Maroni mit dem Hafen von Saint-Laurent-du-Maroni im Nordwesten von Französisch-Guayana.

## Streckenverlauf

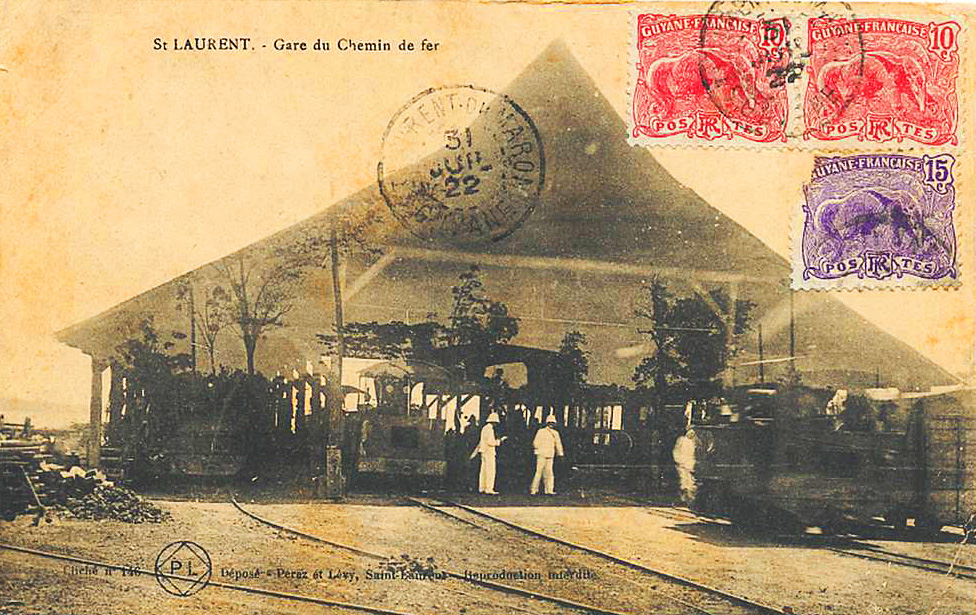
Bahnhof in Saint-Laurent.

Die 18 km lange Strecke mit einer Spurweite von 600 mm verlief entlang des Flusses Maroni im Nordwesten von Französisch-Guayana. Der Bahnhof Saint-Laurent, von dem heute nur noch der Metallrahmen übrig ist, war ein großes, einfach gebautes Lagerhaus, das mit Wellblechen gedeckt war, um die Personenwagen unterzubringen.

## Geschichte

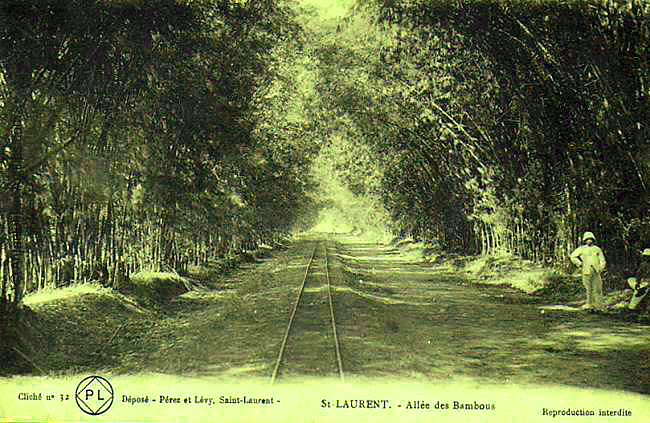
Decauville-Bahn auf der Allée des Bambous

Die Strecke wurde ab 1890 für 40.000 Franc pro Kilometer gebaut und 1897 fertiggestellt. Eine einfache Fahrt dauerte ungefähr fünf Stunden. Es gab häufig Entgleisungen und Unterspülungen des Gleisbetts. Die Wächter des Gefangenenlagers nutzten die Personenzüge für Wochenendfahrten nach Saint-Jean.

## Schienenfahrzeuge
Für den Dampfbetrieb der Schmalspurbahn wurden neue Decauville-Lokomotiven sowie seitlich offene Sommer-Wagen des Typs KE verwendet, die auf der Decauville-Bahn der Pariser Weltausstellung (1889) vorgeführt worden waren:
| Nr.    | Baujahr | Bauart          | Name        | Anmerkungen |
| ------ | ------- | --------------- | ----------- | --- |
| N° 65  | 1888    | B n2            | Saint-Jean  | 5 t |
| N° 67  | Um 1888 | B n2t           | Maroni      | 5 t |
| N° 161 | Um 1892 | B’B n4vt Mallet | Tumuc-Humac | Eine Mallet-Lok, 9,5 t Leergewicht, 12 t Dienstgewicht, für 8 % Steigung, Radien von 20 m und Schienen mit 9,5 kg/m geeignet. |

Außerdem gab es kleine zweiachsige Loren, die wie ein Stocherkahn von zwei Sträflingen mit jeweils einer Stange angetrieben wurden. Diese standen dem Verwaltungspersonal des Strafgefangenenlagers und deren Familien zur Verfügung.